# Jesus curando o homem com a mão atrofiada

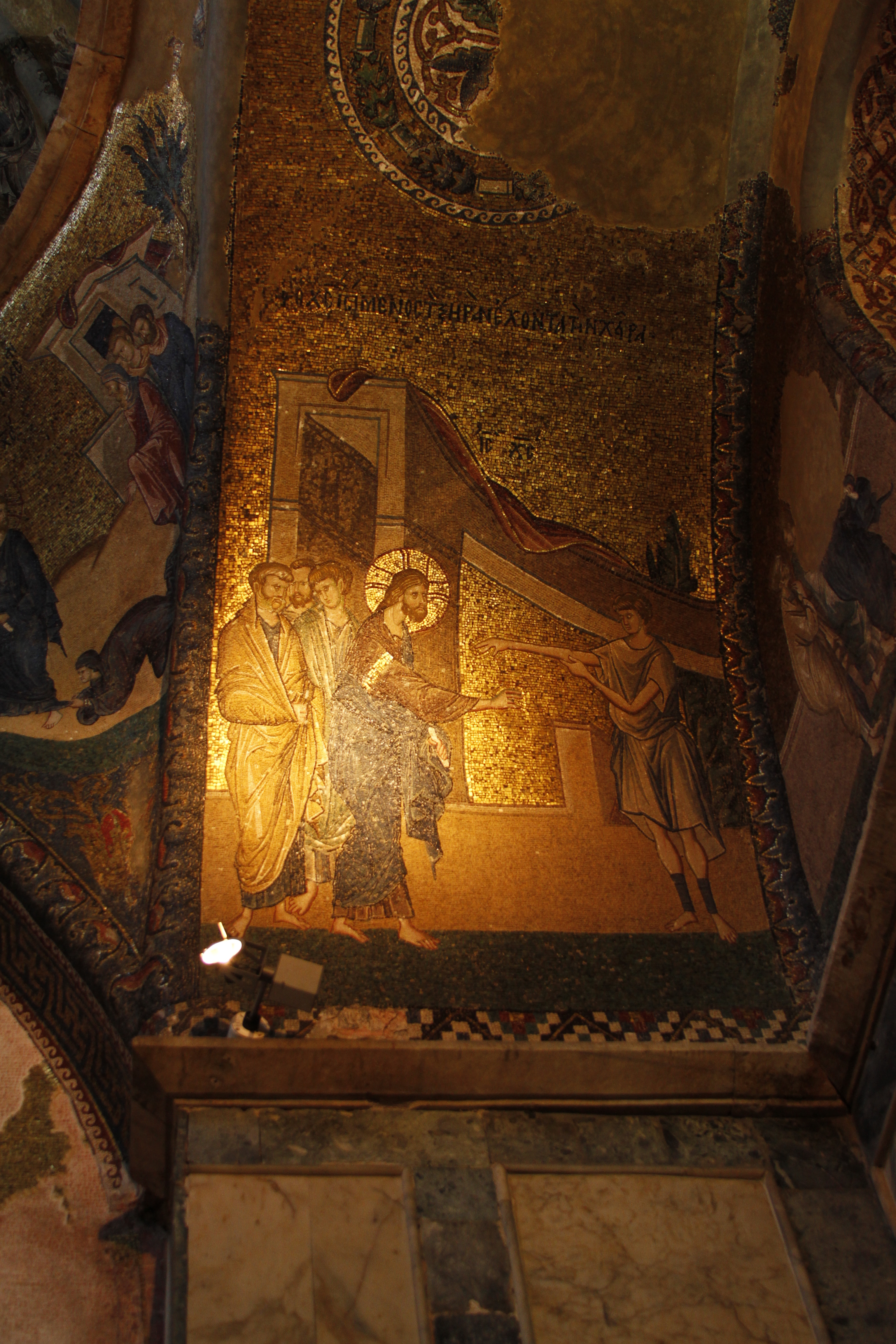
Jesus curando o homem com a mão atrofiada
Mosaico no nártex exterior da Igreja de Chora.

Jesus curando o homem com a mão atrofiada é um dos milagres de Jesus, relatado nos evangelhos sinóticos em Marcos 3:1–6, Lucas 6:6–11 e Mateus 12:9–13

## Milagre
Num sabá, quando Jesus entrou na sinagoga, os fariseus e doutores da Lei estavam procurando uma forma de acusá-lo e, com esse objetivo, passaram a segui-lo de perto para ver se ele realizaria uma cura no sabá. Jesus viu um homem com a mão atrofiada e, antes que ele pudesse curá-lo, os judeus perguntaram-lhe se era lícito curar no sabá, ao que Jesus respondeu:
| “ | «Qual de vós, tendo uma ovelha, se ela ao sábado cair em uma cova, não lançará mão dela para tirá-la? Ora quanto mais vale um homem que uma ovelha! Logo é lícito fazer o bem nos sábados.» (Mateus 12:11–12) | ” |

E então Jesus virou-se para o homem e disse "Estende a mão!" e o curou.
De acordo com o Evangelho de Marcos, os fariseus deixaram o local e começaram a tramar com os partidários de Herodes Antipas sobre como eles poderiam matar Jesus.